# Stiftung Schloss Marienburg

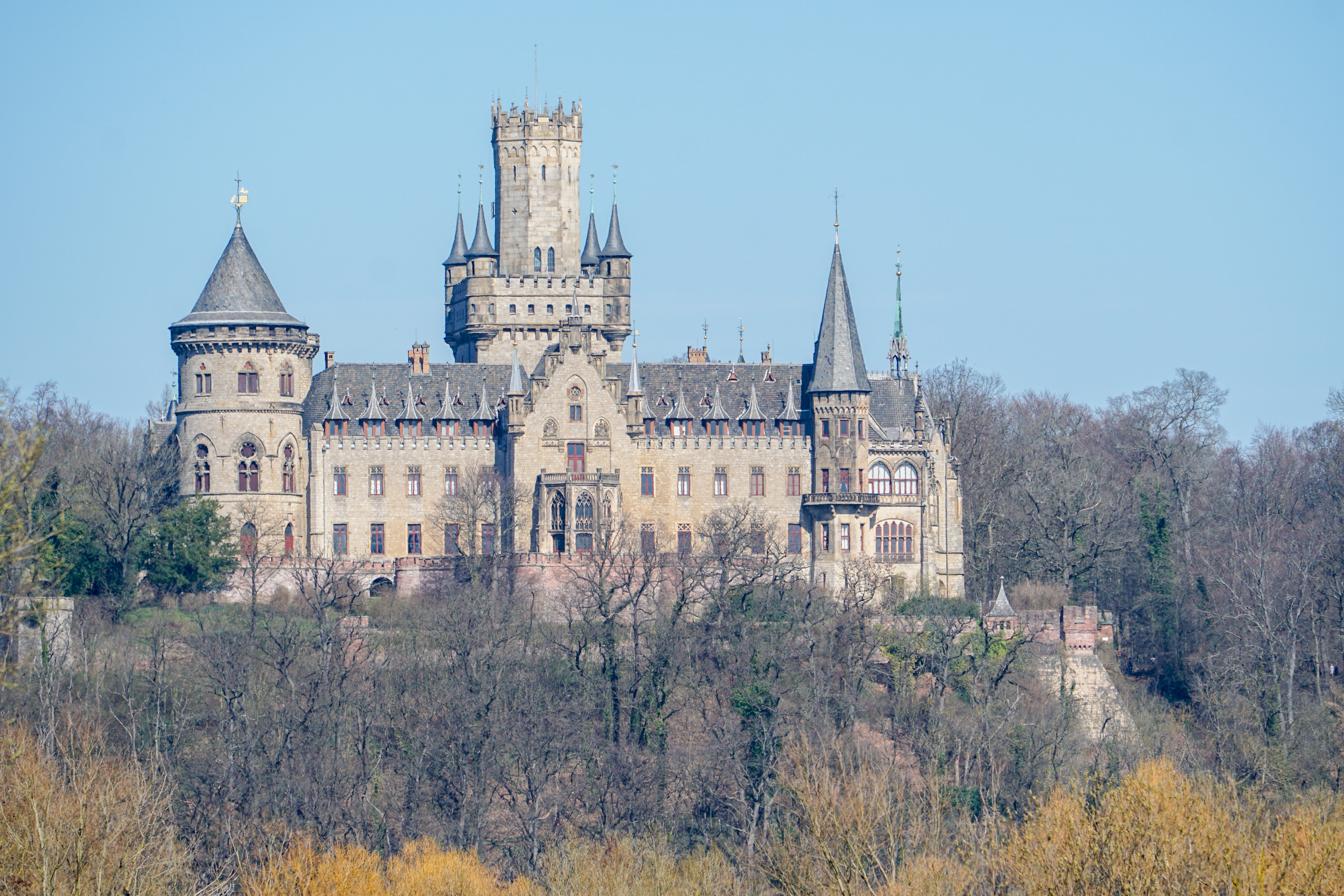
Stiftungssitz auf Schloss Marienburg

Die Stiftung Schloss Marienburg ist eine von Ernst August von Hannover 2019 gegründete Stiftung, um die Zukunft von Schloss Marienburg als herausragendes Kulturdenkmal zu bewahren. Sie hat ihren Sitz im Schloss Marienburg.
Stiftungszweck ist die bauliche Instandsetzung von Schloss Marienburg bis 2030. Darüber hinaus soll das einzigartige Sammlungsgut konservatorisch, wissenschaftlich und kuratorisch umfassend erschlossen und erforscht werden. Ein erster Schritt war das Einrichten einer Restaurierungswerkstatt. Am Ende dieses Prozesses steht die museale Präsentation des Kulturerbes der Welfen im Schloss. Dies soll durch eine verschiedene Zielgruppen ansprechende und lehrreiche Dauerausstellung, temporäre anspruchsvolle Sonderausstellungen und weitere Vermittlungsformate erfolgen.
Nachdem 2019 die Finanzierung der Sanierungsmaßnahmen am Schloss in einer gemeinsamen Erklärung von Bund und Land Niedersachsen gesichert war, überführte Ernst August von Hannover 2020 das Schlossgebäude und etwa 1800 kulturhistorisch bedeutende Inventargegenstände in das Eigentum der Stiftung. Die rund 140 wichtigsten Gemälde des Bestandes hatte zuvor das Niedersächsische Landesmuseum Hannover erworben, um ihre Erhaltung zu sichern und sie künftig dauerhaft museal im Schloss zugänglich zu machen.